# Niccolò Brancaccio

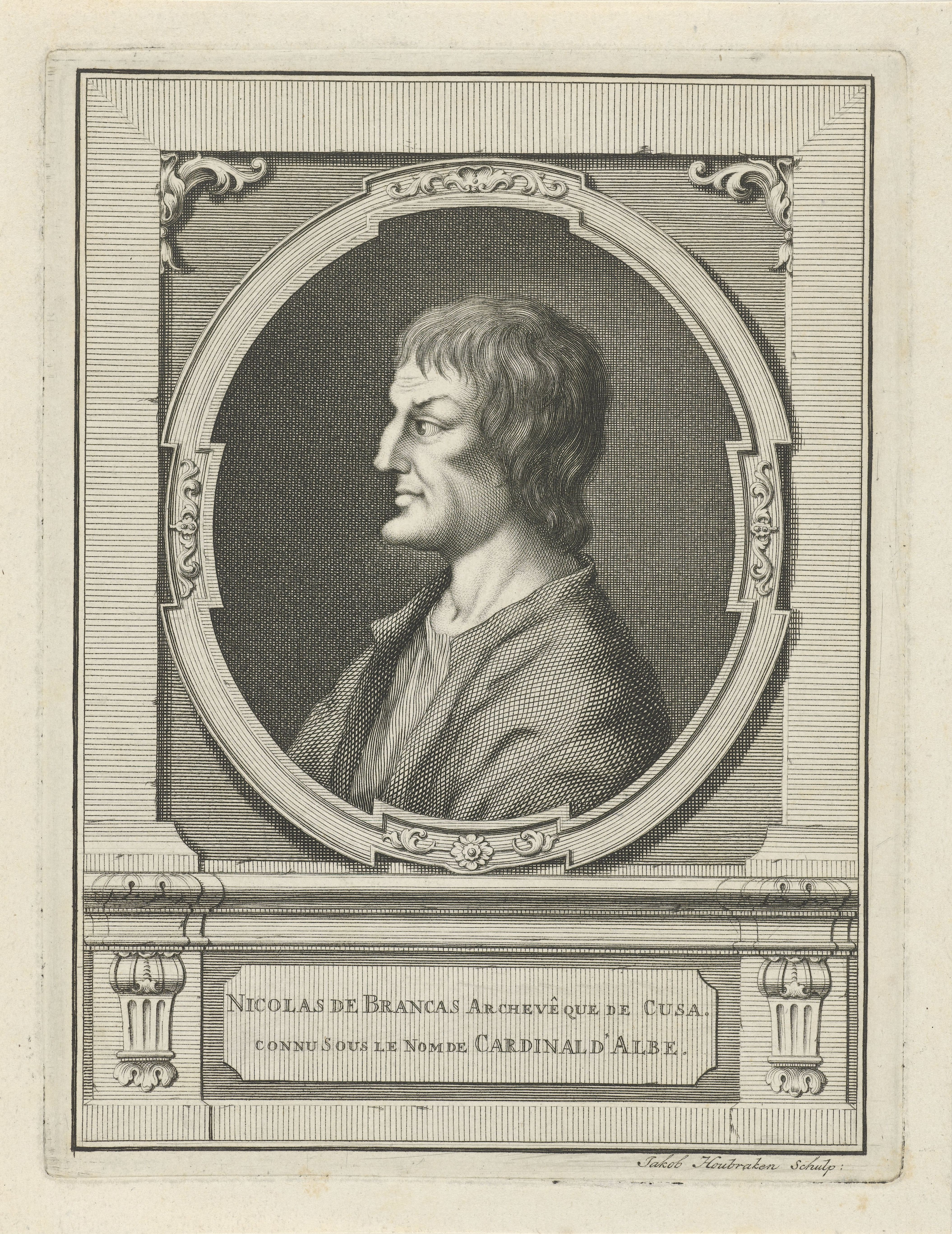
Kardinal Niccolò Brancaccio (Druck von 1724)

Niccolò Brancaccio (* um 1335/1340; † 29. Juni 1412 in Florenz) wurde im Königreich Neapel geboren, vermutlich in Neapel selbst. Er war Erzbischof von Bari, dann Erzbischof von Cosenza, während er der Kurie in Avignon diente. Er wurde 1378 Kardinal der Avignoner Obedienz, war Kardinalpriester von Santa Maria in Trastevere, dann Kardinalbischof von Albano. 1409 nahm er am Konzil von Pisa teil und war einer der Wähler der Päpste Alexander V. und (1410) Johannes XIII.

## Leben
Niccolò Brancaccio war ein Sohn von Marino Brancaccio und Giacoma d’Aversa. Sein älterer Bruder Francesco, genannt „Fusco“, war Herr von Laviano und Trentola, sein jüngerer Bruder war Bufillo Brancaccio, Graf von Agnani und Marschall der Römischen Kirche. Sie waren von mütterlicher Seite Verwandte von Papst Urban VI. (Bartolomeo Prignano).

### Frühe Karriere
Er promovierte zum Doktor in Zivilrecht, wahrscheinlich an der Universität Neapel, und wurde Kanoniker im Domkapitel von Neapel. Er wurde zum päpstlichen Kaplan (Monsignore) und Auditor Causarum Sacri Palatii (Richter) ernannt. Er leistete seinen Amtseid am 29. Mai 1366.
Am 12. April 1367 wurde er von Papst Urban V. zum Erzbischof von Bari ernannt. Er wurde ein enger Berater der Königin Johanna I. von Neapel. Am 13. Januar 1377 wurde er von Papst Gregor XII. zum Erzbischof von Cosenza ernannt;, sein Nachfolger in Bari wurde Bartolomeo Prignano, der spätere Papst Urban VI.
Im April 1377 wurden Brancaccio, Erzbischof von Cosenza, und Matteo da Gesualdo von Königin Johanna auf eine Mission zur Signoria von Florenz geschickt, um zu versuchen, im Krieg zwischen Papst Gregor XI. und der Republik Florenz zu vermitteln. Der Versuch war nicht erfolgreich.
Brancaccio war in Neapel, als Prignano im April 1378 Papst wurde, und er war einer der Botschafter, die die Königin entsandte, um Urban als neuen Papst zu begrüßen. Als er nach Neapel zurückgekehrt war und hörte, dass Robert von Genf am 20. September in Fondi zum Papst Clemens VII. gewählt worden war, änderten die Königin und er sofort ihre Obedienz und unterstützten Clemens. In einer Stellungnahme zum Schisma bemerkte der Erzbischof von Cosenza, dass die Königin keinen persönlichen Grund hatte, Robert von Genf vorzuziehen. Im Gegenteil, es gab Zwietracht zwischen Robert und dem Kardinal von Bologna, dem Onkel der Königin. Dennoch wurde der Erzbischof von Cosenza sofort zu Clemens VII. gesandt.

### Kardinal
Niccolò Brancaccio wurde von Papst Clemens VII. in seinem ersten Konsistorium am 16. Dezember 1378 zum Kardinal ernannt und erhielt die Titelkirche Santa Maria in Trastevere. Zum Zeitpunkt seiner Beförderung hatte er das Amt des Regens Cancellarium inne und war damit Stellvertreter des Vizekanzlers Kardinal Pierre de Monteruc. 1379 ernannte Papst Clemens Niccolò zum Kanoniker des Domkapitels von Lyon. Eine andere seiner Pfründe war das Priorat von Luneil le Vieil. 1379 übersiedelte Niccolò zusammen mit der päpstlichen Kurie und Papst Clemens nach Avignon.
Am 1. März 1388 nahm Kardinal Brancaccio in Le Mans an der Unterzeichnung des Ehevertrags zwischen Ludwig II. von Anjou, Titularkönig von Sizilien, und Jolanthe von Aragón, Tochter des Königs Johann I., teil. Am 18. April 1388 starb Kardinal Anglic Grimoard, Bischof von Albano, und Brancaccio wurde (um 1390, gemäß Eubel) dessen Nachfolger.
Nach dem Tod von Papst Clemens VII. am 16. September 1394 war Kardinal Brancaccio einer von 21 Kardinälen, die sich im Konklave versammelten, um einen Nachfolger zu wählen. Das Konklave wurde am Samstag, dem 26. September 1394, eröffnet und am Montag, dem 28. September 1394, mit der Wahl von Kardinal Pedro de Luna abgeschlossen, der den Papstnamen Benedikt XIII. annahm.

### Ärger mit Benedikt XIII.
Am 1. September 1398 veröffentlichten in Villeneuve achtzehn Kardinäle, darunter Niccolò Brancaccio, den Widerruf ihrer Obedienz gegenüber Benedikt XIII. Einige Wochen später kehrten sie nach Verhandlungen mit dem Papst zu ihm zurück.
Am 29. Juni 1408 trafen sich dreizehn Kardinäle (die die Vollmacht von zwei weiteren Kardinälen mitbrachten) in der Hafenstadt Livorno in Italien, um ein Manifest auszuarbeiten, in dem sie sich verpflichten, einen Generalrat der Kirche zur Lösung des Problems des Abendländischen Schismas einzuberufen, einer von ihnen war Niccolò Brancaccio, Kardinalbischof von Albano. Als das Konzil von Pisa endlich am 25. März 1409 zusammentrat, war Brancaccio ein prominentes Mitglied. Bei der Abstimmung am 10. Mai 1409 bezüglich der Absetzung und Belegung von Benedikt XIII. und Gregor XII. mit dem Kirchenbann, war das Ergebnis nahezu einstimmig, mit Ausnahme von Kardinal Guy de Malsec und Kardinal Niccolò Brancaccio, die mehr Zeit zum Nachdenken verlangten. Das Urteil wurde schließlich am 5. Juni verlesen.

### Konklaven
Brancaccio war einer der 24 Kardinäle, die an dem Konklave teilnahmen, das während des Konzils vom 15. Juni bis 26. Juni 1409 stattfand. Kardinal Pietro Filargo wurde gewählt und nahm den Papstnamen Alexander V. an. Alexander V. überlebte die Wahl nur 10½ Monate, erließ aber in dieser Zeit ein Dekret, das als Beitrag zur Heilung der Wunden des Schismas alle Kardinäle aller Obedienzen legitimierte.
Das Konklave zur Wahl seines Nachfolgers fand vom 15. bis 17. Mai 1410 in Bologna statt, und wieder war Niccolò Brancaccio einer der 17 teilnehmenden Kardinäle. Der neapolitanische Kardinal Baldassare Cossa wurde gewählt und nahm den Papstnamen Johannes XXIII. an.
Kardinal Niccolò Brancaccio starb am 29. Juni 1412 in Florenz und wurde in der Kirche Santa Maria Novella bestattet.